# اینترفرون بتا ۱بی
زیفرون (ZIFERON) نام تجاری اینترفرون بتا ۱بی است که تولید آن در سال ۱۳۸۹ توسط شرکت ایرانی زیست دارو دانش و درمرکز رشد واحدهای فناوری فرآورده‌های دارویی دانشگاه علوم پزشکی تهران به بهره برداری رسید.
فرم‌های دارویی دیگر مولکول اینترفرون بتا ۱بی با نام‌های تجاری بتاسرون، بتافرون و اکستاویا می‌باشند. 

## آغاز به کار
شرکت زیست دارو دانش فعالیت خود را در سال 84 با هدف تحقیق، توسعه و تولید فرآورده های دارویی نوترکیب در مرکز رشد دارویی دانشگاه علوم پزشکی تهران آغاز کرد است. این شرکت در زمینی به مساحت 4200 متر مربع ساخته شده و دارای 130 پرسنل در بخش تولید، دفتر مرکزی و تحقیق و توسعه است.
یکی از مهمترین ویژگی این شرکت دانش بنیان، بهره گیری از نیروهای جوان بوده و میانگین سنی پرسنل آن، 27 سال است. افتتاح خط تولید دو داروی «ام اس» خط تولید دو داروی زیفرون و تبازیو برای بیماران «ام اس» نیز امروز افتتاح شد.
تبازیو(تری فلونوماید)قرص خوراکی است که به منظور درمان فرم های عودکننده «ام اس» به کار برده می شود. تری فلونوماید دومین داروی خوراکی مورد تایید سازمان غذا و داروی آمریکا برای درمان «ام اس» است.
در مطالعات بالینی انجام شده مشخص شد که تری فلونوماید می تواند موجب کاهش میزان ناتوانی بیمار، کاهش تعداد دفعات عود بیماری ام اس و بهبود داده های ام آر آی در طی درمان بیماری ام اس در افراد مصرف کننده آن شود.
تبازیو با جلوگیری از تولید سلول های سیستم ایمنی(لنفوسیتB و لنفوسیتT) از حمله آنها به سیستم عصبی مرکزی شامل مغز و نخاع جلوگیری می کند.

## فرم این دارو
اینترفرون بتا یک بی، Interferon beta-۱b

## ساختمان و خصوصیات
زیفرون از جمله پلی پپتیدهای دارویی نوترکیبی است که برای مصارف درمانی در مقیاس بالا تولید می‌شود. این پروتئین سبب کاهش تعداد حملات در بیمارانی می‌شود که مبتلا به ام اس  عود کننده هستند. اینترفرون بتای طبیعی دارای ۳ آمینواسید سیستئین  در نقاط ۱۷، ۳۱ و ۱۴۱ از توالی ۱۶۵ اسیدآمینه خود است. سیستئین ۳۱ و۱۴۱ برای فعالیت بیولوژیکی اینترفرون بتا لازم است. به همین منظور در توالی اینترفرون بتای نوترکیب، سرین به جای سیستئین ۱۷  جایگزین شده‌است.

زیفرون (ZIFERON)

### شکل دارویی
پودر لیوفیلیزه تزریقی 

### دسته درمانی
عامل ایمنولوژیکی

### دسته دارویی
اینترفرون، گروه بتا

### مورد مصرف
کاهش تعداد حملات عودکننده در بیماری ام اس

## کوید ۱۹
داروی اینترفرون بتا که با نام‌های رسیژن و زیفرون نیز شناخته می‌شود جهت درمان بیماران کووید ۱۹ در بخش بستری تجویز می‌گردد که در حال حاضر این دارو نیز به مقدار مورد نیاز در داروخانه‌های بیمارستانی و دولتی جهت استفاده در بخش بستری موجود است.